# Allium nathaliae
Allium nathaliae (цибуля Наталі) — вид трав'янистих рослин родини амарилісові (Amaryllidaceae), ендемік Криму. Вид подібний до A. erubescens, від якого відрізняється ясно дугастим, зазубреним на краях листям; досить великими цибулинками 8–25 мм завдовжки; більш компактним і щільним суцвіттям і густо зібраним листям.

## Опис
Цибулина від майже кулястої до яйцюватої, у діаметрі 1–3.5 см; зовнішні оболонки коричневі або сірувато-коричневі; цибулинки досить великі, 8–25 мм завдовжки, від коричневих до темно-пурпурових, яйцюваті, лише під зовнішньою оболонкою цибулини. Стебло у довжину 25–70 см, пурпурове під суцвіттям. Листків (2)3–4(5), коротші за стебло. Зонтик у діаметрі 1.5–2.5(4) см, компактний і щільний. Квітконоси рівні, у довжину до 1(1.2) см у період цвітіння й до 2.3 см після, гладкі, пурпурові. Оцвітина трубчасто-дзвоноподібна; сегменти темно-пурпурові, з темнішою серединкою та майже білуваті на краю, (5.5)7(8) мм завдовжки, з гострою, вигнутою назовні верхівкою. Тичинки з жовтими пиляками. Насінна коробочка у довжину до 6(7) мм. Насіння чорне, у довжину 3–3.5 мм. Час цвітіння: червень — липень.

## Поширення
Ендемік південних схилів Кримських гір.
Віддає перевагу ксерофітним умовам талусів на сонячних схилах з рідкісним рослинним покривом. Висоти над рівнем моря: 300–1000 м, найчастіше росте на висотах ≈ 750 м.

## Етимологія
Новий вид названий на честь Наталії К. Шведчикової, куратора кавказьких і кримських секторів Гербарію московського університету.